# Хью-крік

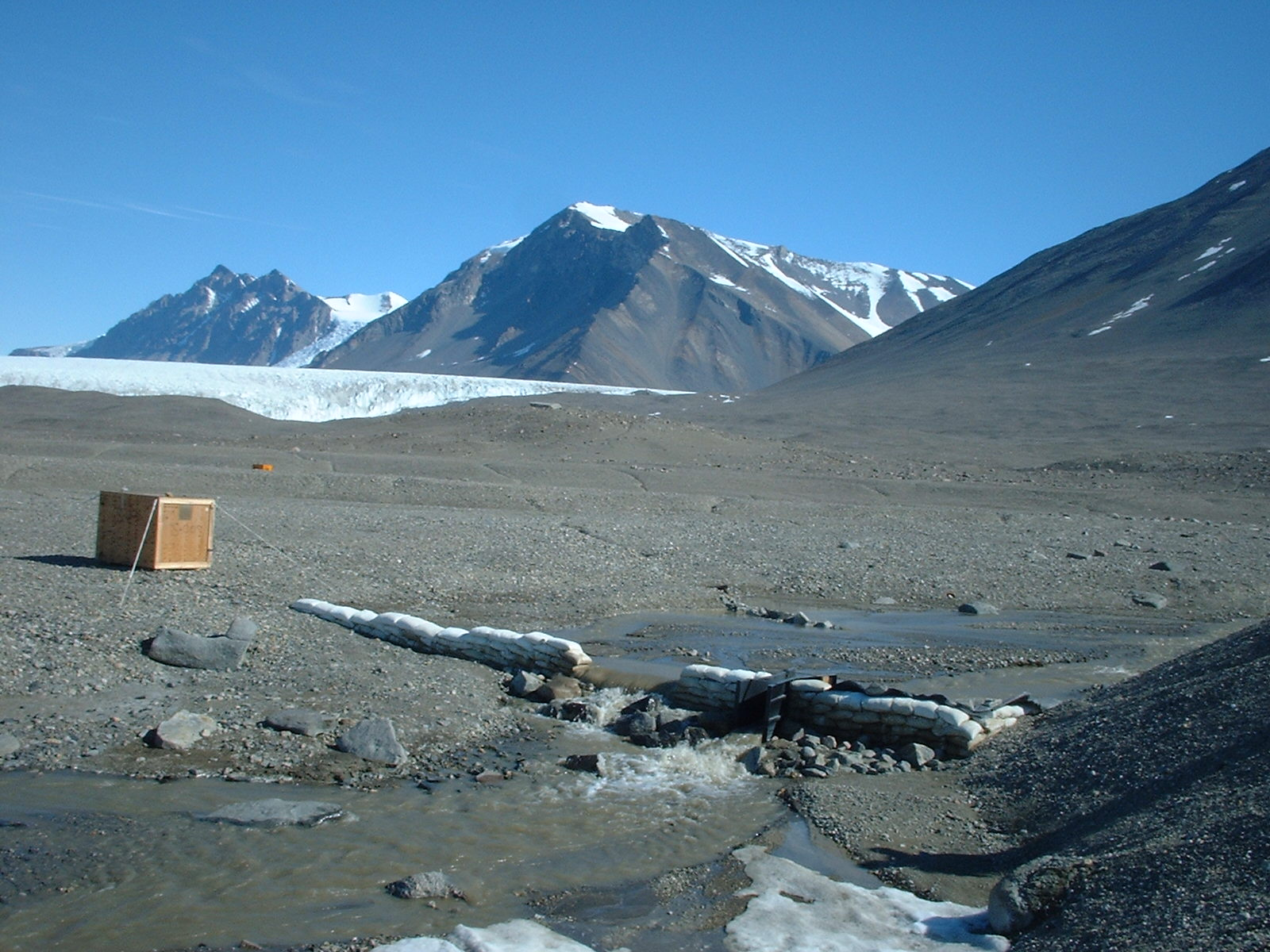
Cтанція вимірювання потоку геологічної служби США у потоці Г'юї, 12 грудня 2001

Х'юї Крік або Г'юї Крік (англ. Huey Creek, 77°36′ пд. ш. 163°06′ сх. д. / 77.600° пд. ш. 163.100° сх. д.) — льодовиковий потік талої води довжиною 1,2 морських миль (2,2 км; 1,4 милі) в Антарктиді, що тече на південь від крижаного поля на захід від гори Фальконер до північно-центрального берега озера Фрікселл. Назву запропонувала гідролог Дайан МакНайт, керівник групи геологічної служби США, яка проводила широкі гідрологічні дослідження в басейні озера Фрікселл у 1987-94 роках. Ця назва підтверджує підтримку, отриману польовою групою геологічної служби США у долині Тейлор від ескадрильї ВМС США VXE-6 та її двомоторних гелікоптерів UH-1N Twin Huey.